# Óengus de Tallaght
Óengus mac Óengobann, mais conhecido como Santo Óengus de Tallaght ou Óengus, o Culdee (em irlandês:  Óengus Céli Dé, em inglês:  Óengus the Culdee; séc. IX, Clonnagh, Condado de Laois, Dál nAraidi, Irlanda - 11 de março de 824 (provável), Dísert Bethech (atualmente Ermida de Engus), Irlanda), foi um bispo, reformador e escritor irlandês, que floresceu no primeiro quarto do século IX e é considerado o autor do Félire Óengusso ("Martirológio de Óengus") e possivelmente do Martirológio de Tallaght.
Pouco da vida e carreira de Óengus é atestado de forma confiável. As fontes mais importantes incluem evidências internas do Félire, um prefácio posterior do irlandês médio para essa obra, um poema biográfico começando com Aíbind suide sund amne ("Delicioso sentar-se aqui assim") e a entrada para seu dia de festa inserida no Martirológio de Tallaght.